# عبيد بن خالد السلمي

## اسمه ونسبه
عبيد بن خالد السلمي ثم البهزي، يكنى أبا عبد الله، وقيل فيه عبد بغير تصغير، وقيل عبدة بزيادة هاء.

## مكانته
قال محمد بن إسماعيل البخاري : (له صحبة)، شهد وقعة صفين مع علي بن أبي طالب قاله ابن عبد البر ، وقال العسكري: (بقي إلى أيام الحجاج بن يوسف الثقفي ).